# 12209 Jennalynn
A 12209 Jennalynn (ideiglenes jelöléssel (12209) 1981 EF37) a Naprendszer kisbolygóövében található aszteroida. Schelte J. Bus fedezte fel 1981. március 11-én.

## Kapcsolódó szócikk
- Kisbolygók listája (12001–12500)